# Cerdaia lunata
Cerdaia lunata är en skalbaggsart som först beskrevs av Germain 1898.  Cerdaia lunata ingår i släktet Cerdaia och familjen långhorningar. Inga underarter finns listade i Catalogue of Life.